# Longmian
Longmian (kinesiska: 龙眠) är ett stadsdelsdistrikt i östra Kina. Det ligger i Tongcheng i Anqing i provinsen Anhui. Sjön Jingzhumiao Shuiku ligger i Longmian.